# Itteville
Itteville ist eine französische Gemeinde mit 6674 Einwohnern (Stand: 1. Januar 2022) im Département Essonne in der Region Île-de-France. Sie gehört zum Arrondissement Étampes und zum Kanton Mennecy. Die Einwohner werden Ittevillois genannt.

## Geographie
Die Essonne bildet die östliche Gemeindegrenze, ihr Nebenfluss Juine die nördliche. Umgeben wird Itteville von den Nachbargemeinden Vert-le-Petit im Norden, Ballancourt-sur-Essonne im Nordosten, Baulne im Osten und Südosten, Cerny im Süden und Südwesten, Bouray-sur-Juine im Westen und Saint-Vrain im Nordwesten.

## Bevölkerungsentwicklung
| 1962 | 1968 | 1975 | 1982 | 1990 | 1999 | 2006 | 2019 | 2022 |
| ---- | ---- | ---- | ---- | ---- | ---- | ---- | ---- | ---- |
| 1711 | 2070 | 2715 | 3528 | 4685 | 5354 | 6210 | 6522 | 6674 |

## Gemeindepartnerschaft
Seit 1988 besteht mit der britischen Gemeinde Newick in East Sussex (England), Vereinigtes Königreich, eine Partnerschaft.

## Sehenswürdigkeiten
- Kirche Saint-Germain-de-Paris, errichtet im 11. und Teilen im 13. Jahrhundert, seit 1924 Monument historique
- Menhir Roche à Gentil
- Ruinen der früheren Stadtmauer
- Rathaus aus dem 19. Jahrhundert

## Persönlichkeiten
- Itte Idoberge (592–652), Heilige der katholischen Kirche als Stifterin, angeblich Gründerin von Itteville (613 der Legende nach) oder dort aufgewachsen, Namensgeberin für den Ort